# Juprelle
Juprelle es una comuna de la región de Valonia, en la provincia de Lieja, Bélgica. A 1 de enero de 2019 tenía una población estimada de 9295 habitantes.

## Geografía
Se encuentra ubicada al este del país, en la región natural de Hesbaye y cerca de Lieja.

### Secciones del municipio
El municipio comprende los antiguos municipios, que se fusionaron en 1977:
| - Juprelle - Lantin - Slins - Voroux-lez-Liers - Paifve - Wihogne - Villers-Saint-Siméon - Fexhe-Slins |

### Pueblos y aldeas del municipio
Anixhe, Tilice

## Demografía

### Evolución
Todos los datos históricos relativos al actual municipio, el siguiente gráfico refleja su evolución demográfica, incluyendo municipios después de efectuada la fusión el 1 de enero de 1977.
| Gráfica de evolución demográfica de Juprelle entre 1846 y 2019 |
|                                                                |